# 乞伏国仁
乞伏 国仁（きつぶく こくじん）は、五胡十六国時代の西秦の創建者。隴西鮮卑人。在位期間中、正式には秦王を称していない。
父の乞伏司繁は前秦の苻堅より南単于に封じられており、前秦建元12年（376年）に司繁が死去すると国仁がその地位を継承した。建元19年（383年）淝水の戦いに際し、苻堅は国仁を前将軍に任じ作戦に参加させている。
前秦の臣下としての国仁であるが、叔父である乞伏歩頽が隴西で反乱を起こすと転機を迎える。当初苻堅は国仁を征討軍に任じたが、乞伏歩頽が国仁を迎え入れたことで、国仁は淝水の戦で国勢が傾いていた前秦の政治情勢に乗じその他部族を統合してしまう。前秦の太安元年（385年）、苻堅が姚萇により殺害されると、国仁は大都督・大将軍・大単于・領秦河二州牧を自称し、独自の元号として建義を建て、勇士城（現在の甘粛省蘭州市楡中県）を都に定め西秦政権を樹立した。
建義4年（388年）に国仁が薨去すると弟の乞伏乾帰がその地位を継承した。